# Pásztor Albert
Pásztor Albert (Ormosbánya, 1955. január 23. – ?, 2017. május 13.) nyugállományú rendőr ezredes, jogász. 2000 és 2010 között miskolci rendőrkapitány. 2014-ben  független polgármester-jelöltként indult az önkormányzati választáson Miskolcon az MSZP, a DK, az Együtt-PM és a Miskolci Lokálpatrióta Egyesület támogatásával. A választáson 33,26 százalékkal a második helyet érte el a hivatalban lévő Kriza Ákos polgármesterrel szemben (42,37%), ezek után visszavonult a politikától.

## Életpályája
Pásztor Albert 1955-ben született a Borsod-Abaúj-Zemplén megyei Ormosbányán. Másfél éves korától élt Miskolcon. A Kertészeti Egyetemen végzett tartósítóipari mérnökként. Az egyetemi évei alatt a Kertészeti Egyetem Klubjában (KEK) rendezőként és a Pol-Show szervezőjeként tevékenykedett. 1979-ben lépett be a Borsod-Abaúj-Zemplén megyei rendőrség kötelékébe, ahol nyomozóként kezdett. 1980-ban felsőfokú rendőrszervezőként végzett a Rendőrtiszti Főiskolán. 1996. június 12-én a Miskolci Egyetem jogi karán végzett.
2000-ben nevezték ki Miskolc rendőrkapitányává. Kapitánysága alatt a közbiztonság folyamatosan javuló tendenciát mutatott, a bűnügyek száma csökkent. Eredményei elismeréseképp összesen háromszor részesült soron kívüli előléptetésben, huszonkilencszer pedig dicséretben vagy jutalomban. 1998. május 1-én rendőrségi főtanácsos címet kapott, 2008. augusztus 20-án pedig a Magyar Köztársasági Érdemrend lovagkeresztjével tüntették ki.
2009. január 30-án Pásztor rendőrfőkapitányként egy sajtótájékoztatón kijelentette, hogy Miskolcon az előző két hónapban elkövetett nyolc utcai rablás tettesei mind cigányok voltak és szerinte ennek elhallgatása hátráltatja a helyzet megoldását. Draskovics Tibor miniszter kezdeményezésére Bencze József, az ORFK vezetője még aznap leváltotta a rendőrkapitányt kijelentései miatt. A döntést felháborodás követte, a rendőrkapitány védelmére kelt a miskolci polgármester Káli Sándor (MSZP), a városi Fidesz-KDNP frakció, az SZDSZ miskolci szervezete, a Jobbik, valamint Lakatos Attila borsodi cigányvajda. A tiltakozás hatására másnap február 1-jén visszahelyezték tisztségébe a rendőrkapitányt. Délután szimpátiatüntetést tartottak mellette, melyen mintegy 3-4000 ember vett részt. Több szónok a miniszter, Draskovics lemondását követelte.
2010-ben, 32 év szolgálat után önként lemondott posztjáról, mert úgy érezte, kritikus, autonóm személyiségként nem illik bele az új rendszerbe. Ezután a magánszektorban helyezkedett el, vagyonvédelmi tanácsadóként. 2011-ben a város legmagasabb kitüntetésével, a Pro Urbe Miskolc díjjal tüntették ki tevékenységéért. Politikával a 2014-es választási évben kezdett foglalkozni, az év elején a Jobbik is számításba vette lehetséges jelöltjeként, Pásztor azonban azt nyilatkozta az ATV-nek, hogy semmi közös nincs az ő és Vona Gábor pártelnök politikai nézetei között. (A Jobbik jelöltje, Jakab Péter végül a 3. helyen végzett Pásztor mögött, 20,53%-kal.) Pásztort ezután baloldali összefogás jelölte; a Demokratikus Koalícióból maga Gyurcsány Ferenc is kiállt jelölése mellett, az MSZP és az Együtt 2014 is őt támogatta, utóbbi azonban később visszalépett mögüle, és a DK-ból is lépett ki tag a jelölés miatt. Pásztor végül független jelöltként indult, bár az MSZP és a DK támogatta, és az Együtt helyi szervezete – az országostól eltérően – szintén, és az előre kinyomtatott plakátokon utólag kellett leragasztani a pártlogókat, amit a helyi Fidesz-KDNP nem mulasztott el megjegyezni.
Programjának vezéreleme a „Miskolcot adjuk vissza a miskolciaknak” volt, melynek keretében elvárta az őt támogató szervezetek közös jelöltjeitől, hogy írásban nyilatkozzanak arról, rokonaik nem élveznek előnyöket a város költségvetése terhére, és ha megválasztják őt, akkor mindannyian tegyenek nyilvános vagyonnyilatkozatot évente. Programjában városkonzultáció és ciklusokon átívelő, úgynevezett Miskolc-alkotmány is szerepelt. A kampányidőszakban rendszeresen frissítette Facebook-lapját, mely 100 nap alatt több mint 10 000 lájkolót ért el, ezenkívül egy Ice Bucket Challenge-t (jegesvödör-kihívást) is elfogadott, és a Szinva teraszon a Szinva vizével öntötte le magát.
A választáson második helyet ért el Kriza Ákos hivatalban lévő polgármester mögött. Vereségét annak tulajdonította, hogy az emberek nem tudják elfogadni a pártoktól független helyi politizálást. Ezután bejelentette, végleg visszavonul a politikai élettől.
Otthonában találták holtan 2017. május 13-án, halálát szívinfarktus vagy tüdőembólia okozhatta.

## Díjak, kitüntetések
- 2008: Magyar Köztársasági Érdemrend lovagkeresztje
- 2011: Pro Urbe Miskolc

## Külső hivatkozások
- Hivatalos Facebook-oldala